# Comer Range
Die Comer Range ist ein 5 km langer und bis zu 600 m hoher Gebirgszug auf der Wiencke-Insel im Palmer-Archipel vor der Westküste der Antarktischen Halbinsel. Er ragt in südwest-nordöstlicher Ausrichtung westlich des Harbour-Gletschers auf. Zu diesem Gebirge gehören der Jabet Peak im Süden und der im Norden aufragende Noble Peak.
Das Advisory Committee on Antarctic Names benannte den Gebirgszug am 17. Juli 2007 nach dem US-amerikanischen Unternehmer und Philanthropen Gary Campbell Comer (1927–2006), Gründer des Textileinzelhandelsunternehmens Lands’ End, der sich für die Bewusstmachung der globalen Erwärmung eingesetzt hatte.